# Kruidentuin Herkenrode

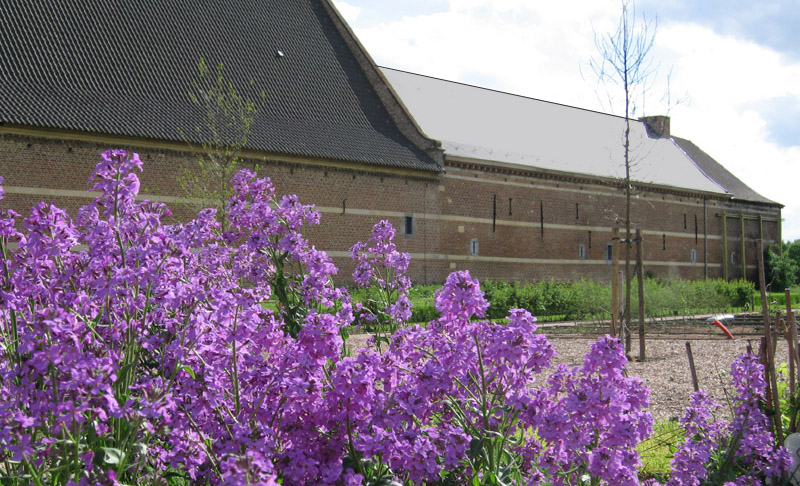
De kruidentuin naast de tiendschuur

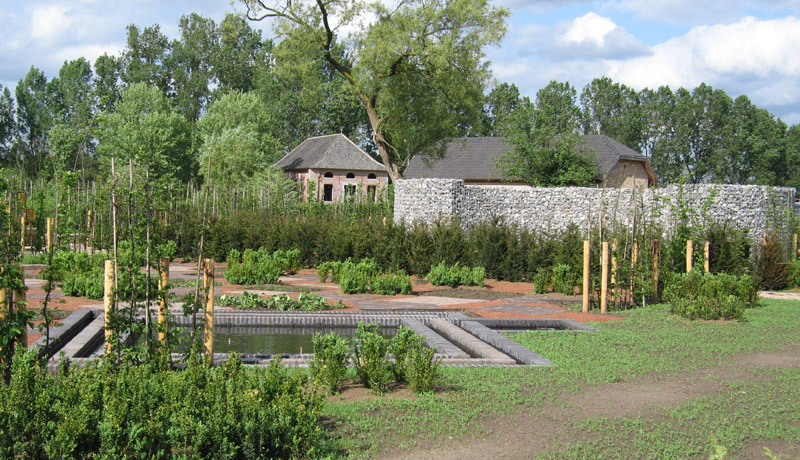
De kruidentuin met op de achtergrond het molenhuis

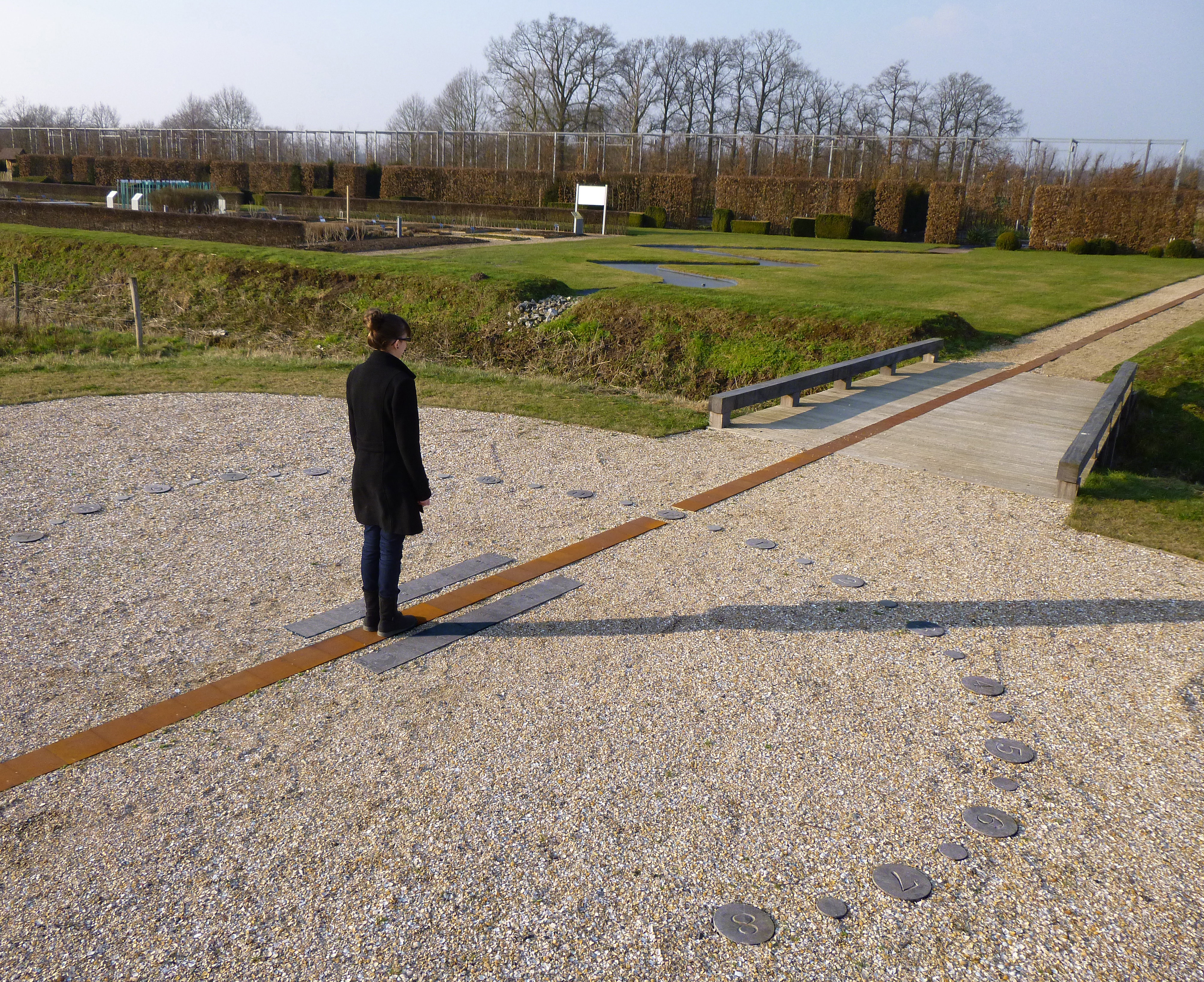
Meridiaanlijn en zonnewijzer

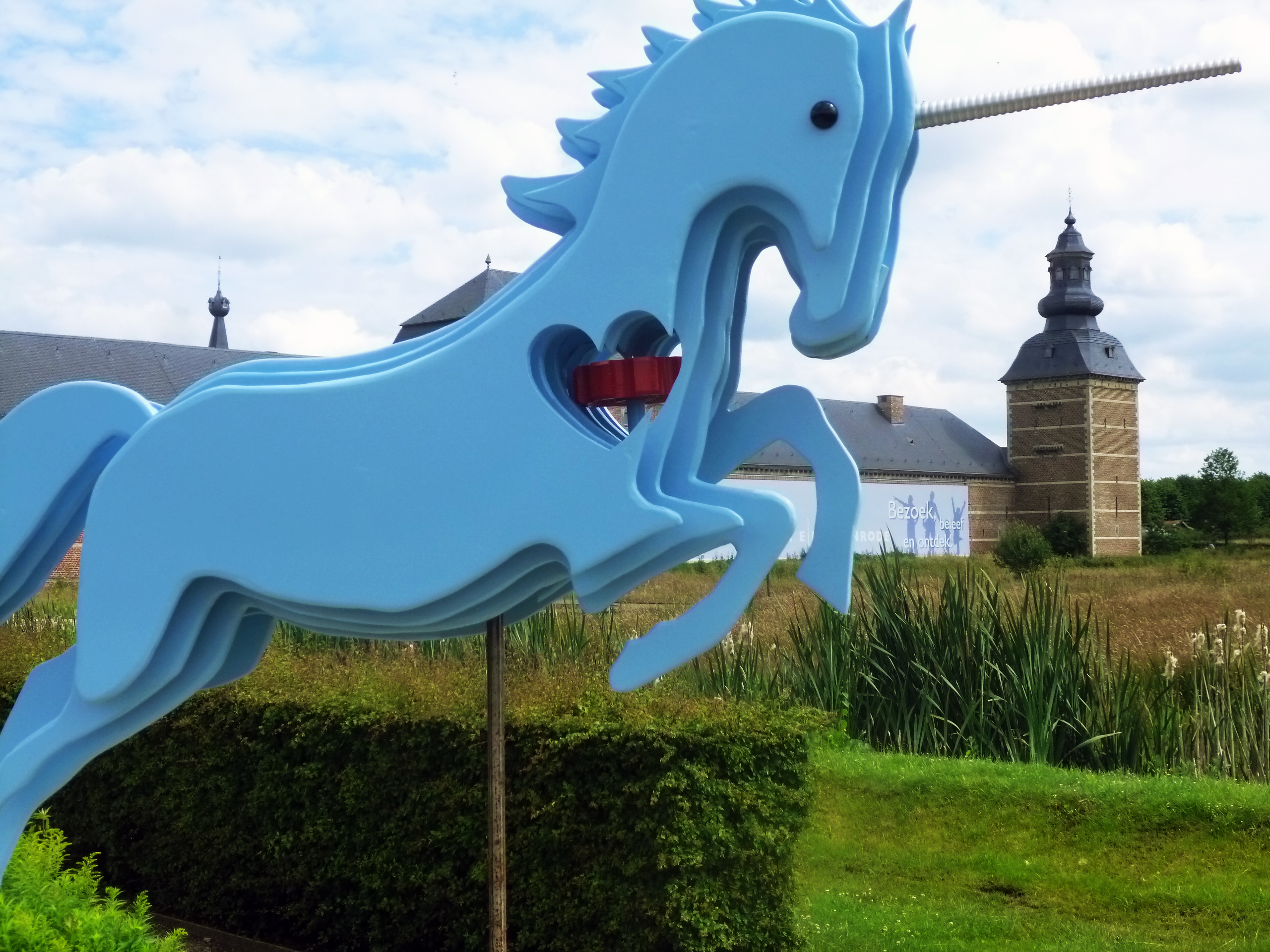
Monumentale mobile ontworpen en uitgevoerd door leerlingen van GO! Antheneum Overpelt

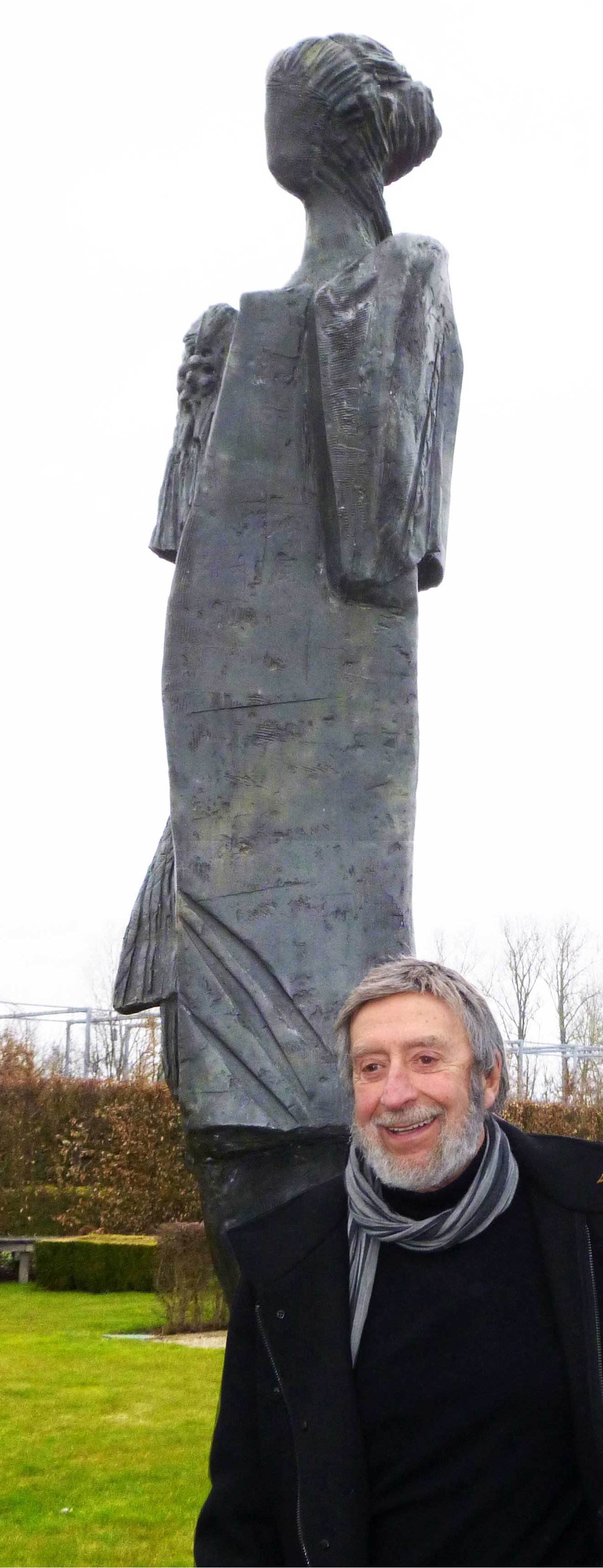
'Kruidenvrouw', bronzen beeld van kunstenaar Robert Vandereycken (ook op de foto)

De kruidentuin Herkenrode bevindt zich op de Abdijsite Herkenrode in Kuringen, deelgemeente van Hasselt . Hij werd er aangelegd als onderdeel van de ontsluiting van de site en voor het publiek opengesteld in 2006. De naam is inmiddels veranderd in Kruiden- en Inspiratietuin.
De tuin beslaat een oppervlakte van 2 ha en bevat 450 verschillende soorten kruiden en planten waarvan de naam in het Latijn, het Nederlands, het Frans, het Duits en het Engels is aangegeven. Hij bestaat uit twee grote delen: de ’’hortus officinalis’’ en de ’’campus officinalis’’. Het geheel is omgeven door grachten die aan de binnenzijde afgeboord zijn met graskussens. Grote schermen zorgen ervoor dat niet betalende bezoekers van buiten de tuin slechts een glimp kunnen opvangen.
De hortus officinalis bestaat uit twaalf afzonderlijke tuinkamers. Via openingen in een, met 3.500 haagbeuken overwelfde loofgang van 200 meter wandel je van kamer tot kamer. De stalen leidconstructie is in het voorjaar 2008 aangebracht. De families van geneeskrachtige planten zijn als in een boek over de kamers verdeeld.
In de campus officinalis vind je de gebruikstuinen. De planten staan er gegroepeerd volgens gebruik: verfkruiden, groenten, keukenkruiden, ...
Her en der krijg je in informatiekiosken de historische achtergrond toegelicht, ontdek je het verband tussen kruiden en het religieuze gedachtegoed en kan je nadenken over hedendaagse ideeën in verband met kruiden en welzijn.
In de kiosk medicijnkast gaat het over kruiden en geneeskunde. Je vindt er verwijzingen naar de vier oerelementen: aarde, lucht, vuur en water, volgens de Oude Grieken geassocieerd met de vier seizoenen, vier lichaamssappen en vier temperamenten. In de kiosk paradijs staat de innerlijke beleving van welzijn centraal met een verwijzing naar het paradijs uit de bijbel, de plek waar de boom van het leven staat en waar de eerste mensen zich goed voelden. In de kiosk abdijkeuken gaat het over kruiden om spijzen op smaak te brengen. Je kan er de verschillende geuren ruiken van kruiden die in de vroegere abdijkeuken en ook nu nog gebruikt worden. De vierde kiosk is een ode aan Hildegard van Bingen, non en mystica uit de 12de eeuw, die een eigensoortige muziek componeerde en over theologische onderwerpen maar ook over de natuur en de geneeskunst schreef.
Bij de kiosken zijn tafels en banken geplaatst om groepen toe te laten workshops te organiseren of waar ‘kruidenklassen’ kunnen plaats hebben.
Doorheen de tuin loopt een meridiaanlijn, (zie Herkenrodezonnewijzer en -meridiaan) gemerkt met een stalen strip. Zij laat toe je te situeren in plaats en tijd. Op de meridiaanlijn is een bijzonder soort zonnewijzer geplaatst. Hij steekt niet boven de grond uit, je gaat op de stalen strip staan ter hoogte van de datum op een soort kalender aan weerszijden van de strip en je schaduw wijst het - natuurlijke - zonneuur aan. ‘s Middags valt je schaduw samen met de meridiaanlijn.
De strip van de meridiaanlijn in cortenstaal is inmiddels vervangen door een strip van roestvrij staal en verlengd van 90 m tot 240 m. Ze is de langste ononderbroken meridiaanlijn ter wereld.
Een bronzen beeld 'de kruidenvrouw' van kunstenaar Robert Vandereycken werd in de tuin onthuld op 21 maart 2013, de 80ste verjaardag van de kunstenaar.
Sinds 1 juni 2016 is er een tentoonstelling die twee jaar zal lopen, waarin 11 monumentale mobiles zijn tentoongesteld, ontworpen en uitgevoerd door de leerlingen van 9 technische scholen in Limburg